# エミール・ブートルー
エティエンヌ・エミール・マリー・ブートルー（Étienne Émile Marie Boutroux, 1845年7月28日 - 1921年11月22日）は、19世紀フランスの著名な科学哲学者、宗教哲学者、歴史哲学者。科学における唯物論を痛烈に批判した。フランス・スピリチュアリスムの系譜に連なる哲学者であり、科学の力が容赦なく強まっていた時代にあって、宗教と科学は調停可能だと強く主張した。有名な哲学者アンリ・ベルクソンの影に隠れてしまったことで、英語圏ではブートルーの仕事はあまり知られていない。1898年に道徳・政治学アカデミーの、1912年にはアカデミー・フランセーズの会員に選出された。

## 生涯
エミール・ブートルーはパリの近く、オー＝ド＝セーヌ県モンルージュに生まれた。リセ・ナポレオン（現・リセ・アンリ4世）に入学し、1865年に卒業、その後高等師範学校へ進む。1869年から1870年までドイツのハイデルベルク大学に留学し、生理学者・物理学者のヘルマン・フォン・ヘルムホルツに学ぶとともに、そこでドイツ哲学とも出会った。
初めて得た仕事はカーンにあるリセの哲学教師だった。1874年、博士論文をもとにした処女作『自然法則の偶然性について（De la Contingence des Lois de la Nature）』を上梓した。同書は、カント哲学が科学にとって持つ含意を分析したものである。
1874年から1876年にかけて、ブートルーはナンシー大学文学部で教鞭をとり、そこで科学者・数学者のアンリ・ポアンカレの妹であるアリーヌ・ポアンカレと恋に落ち、結婚した。1880年、息子のピエールが誕生した。ピエール・ブートルーもまた、数学者・科学史家として世にでることになった。
1888年、ブートルーはパリ・ソルボンヌ大学で近代哲学史の教授に就任した。
1898年、道徳・政治学アカデミーの会員に選出され、1902年にはフランスの優秀な学生のための住居であるティエール財団のディレクターに就任した。1912年にはアカデミー・フランセーズの会員になった。
ブートルーの教え子には、アンリ・ベール、アンリ・ベルクソン、モーリス・ブロンデル、エミール・デュルケムがいる。

## 著作
- De la Contingence des Lois de la Nature (1874).
西宮藤朝訳『自然法の偶然性』平凡社、1926年
野田又夫訳『自然法則の偶然性』創元社、1945年
荒木優太訳『自然法則の偶然性について』Puboo、2013年
- De Veritatibus Æternis apud Cartesium (1874; translated into French by G. Canguilhem, Des Vérités Éternelles Chez Descartes, Paris: Alcan, 1927; Paris: Vrin-Reprise, 1985).
- La Grèce Vaincue et les Premiers Stoïciens (1875).
- La Monadologie de Leibnitz (1881).
- Socrate, Fondateur de la Science Morale (1883).
- Les Nouveaux Essais, de Leibnitz (1886).
- Questions de Morale et d'Éducation (1895).
- De l'Idée de Loi Naturelle dans la Science et la Philosophie Contemporaines (1895).
- Études d'Histoire de la Philosophie (1897).
- Du Devoir Militaire à Travers les Âges (1899).
- Pascal (1900).
森有正訳『パスカル』創元社、1942年
- Essais d’Histoire de la Philosophie (1901).
- La Philosophie de Fichte. Psychologie du Mysticisme (1902).
- Science et Religion dans la Philosophie Contemporaine (1908).
赤松智城、宇野圓空訳『現代哲學に於ける科學と宗教』（国立国会図書館）博文館、1919年
村山勇三訳『哲学に於ける科学と宗教』大日本文明協会、1923年
- William James (1911).

翻訳
- La Philosophie des Grecs, by Eduard Zeller (1877–1884).

死後出版
- La Nature et l'Esprit (1925).
- Études d'Histoire de la Philosophie Allemande (1926).
- La Philosophie de Kant (1926).
- Nouvelles Études d'Histoire de la Philosophie (1927).
- Leçons sur Aristote (1990).

英訳
- Pascal (1902, trans. by Ellen Margaret Creak).
- William James (1911, trans. by Archibald & Barbara Henderson).
- Science and Religion in Contemporary Philosophy (1911, trans. by Jonathan Nield).
- Historical Studies in Philosophy (1912, trans. by Fred Rothwell).
- Education and Ethics (1913, trans. by Fred Rothwell).
- Science and Culture (1914, lecture).
- Natural Law in Science and Philosophy (1914, trans. by Fred Rothwell).
- The Contingency of the Laws of Nature (1916, trans. by Fred Rothwell).
- Philosophy and War (1916, trans. by Fred Rothwell).
- The Relation Between Thought and Action (1918, lecture).

学術論文
- "War and Sophistry," The New England Magazine, Vol. LV, June 1916.
- "A Frenchman on America," The Open Court, Vol. XXXII, No. 749, 1918.